# Klubbmossa
Klubbmossa (Oedipodium griffithianum) är en bladmossart som beskrevs av Schwaegrichen 1823. Klubbmossa ingår i släktet Oedipodium och familjen Oedipodiaceae. Enligt den finländska rödlistan är arten nationellt utdöd i Finland. Enligt den svenska rödlistan är arten sårbar i Sverige. Arten förekommer i Svealand, Nedre Norrland och Övre Norrland. Arten har tidigare förekommit i Götaland men är numera lokalt utdöd. Artens livsmiljö är kalkstensklippor och kalkbrott. Inga underarter finns listade i Catalogue of Life.